# قبل الأربعين (فلم)
قبل الأربعين فيلم رعب مصري للمخرج معتز حسام لعام 2021، من تأليف أحمد عثمان، وبطولة بسمة، وإيهاب فهمي، وهالة فاخر. تدور الأحداث في إطار الرعب النفسي، حيث يعاني فريد من صدمة قوية بعد وفاة والدته، وتظن عمته أنه مريض نفسي، ومع تكرار حالات الوفاة في الأسرة، وبشكل غامض، يتضح امتلاك فريد لقدرات شيطانية.
صدر الفيلم إلى دور العرض المصرية في 3 فبراير 2021، وصدر في الإمارات العربية، والسعودية، وقطر، وعمان في 1 أبريل 2021.
منح موقع قاعدة بيانات الأفلام على الإنترنت (IMDB) الفيلم درجة 3.3/ 10.
منح موقع قاعدة بيانات الأفلام العربية «السينما.كوم» الفيلم درجة 5.6/ 10.

## طاقم التمثيل
- بسمة: في دور سما (طبيبة أمراض نفسية)
- إيهاب فهمي: في دور أكرم (زوج سما)
- أحمد حلاوة: في دور رياض
- داليا مصطفى: في دور ملك.
- هالة فاخر: في دور نادية (زوجة رياض)
- معتز هشام: في دور فريد (الابن)
- محمد علي رزق: في دور الشيخ معتصم
- لبنى ونس: في دور (الحارسة)
- أحمد جمال سعيد: في دور نصر (المحامي)

بالاشتراك مع جميل برسوم.
ضيوف الشرف: محمد ريحان – إسماعيل شرف – محمد عبد السيد – عبد الله قطامش – الطفلة حلا – هشام زكري – محمود الشرقاوي – أحمد بدر الدين.

## ملخص أحداث الفيلم
تبدأ الأحداث وجثة رب البيت، «نبيل»، ترقد على الأرض، وجثة الابنة على مائدة الطعام، وفي الدور السفلي تتدلى جثة «ملك» ربة البيت مشنوقة وبيدها كتاب. يكتشف الابن، «فريد»، الموت الجماعي، ويصرخ. يقام العزاء ولا يحضره أحد، فقط إخوة المتوفى: «رياض» الأخ الأكبر وزوجته «نادية»، والأخ الأصغر، «أكرم»، وزوجته الدكتورة «سما»، والمحامي «نصر». كان الأخ المتوفي «نبيل» هو المالك للبيت حسب رغبة أبوهم عميد عائلة الجارحي الذي أوصى بذلك قبل وفاته، والآن يخشى أكرم، ونصر على ملكية البيت، وكراهيتهم للصبي «فريد» الذي يذكرهم بما كانت تقوم به والدته، التي ماتت منتحرة بالشنق، بعد أن دست السم لابنتها وزوجها نبيل، وما كانت تقوم به من أعمال سحر وشعوذة تسبب الأضرار للأسرة كلها. تقيم كل أسرة في شقة بالبيت الكبير، والصبي فريد يصبح البيت فارغ من حوله، ونراه يهبط إلى الدور السفلي (البدروم)، ويستمع لصوت أمه تناديه، وتهتف به: «الكتاب». يتناول فريد الكتاب الذي كان بيد أمه وهي متدلية من المشنقة، ويطالع فيه. تتعاطف معه الدكتورة سما، وتهبط بطعام ولا تجده، وتهبط إلى البدروم لتجده يهذي بأن أمه موجودة على قيد الحياة. يرن هاتف سما لتجد اسم «ملك» على شاشة الهاتف.
يتقدم لبيت أكرم ثلاثة أشخاص بعرض تكرر من قبل لشراء البيت بسعر أعلى من السعر المتوقع، ويلجأ الرجال للتهديد بقتل الأسرة كلها إذا لم يوافق أكرم على البيع. يستمر فريد في مطالعة الكتاب الذي يعلم السحر، يجد في الكتاب من يدعوه للتماسك، فالصوت معه، والصوت يقول أنه سيكسر له أعدائه. يستمر فريد في غموضه، وسماعه للصوت يعده بالمزيد.
يقيم فريد في بيت عمه رياض، ويهدف أكرم ونصر لدفع مبالغ لسكان البيت لتركه لمن يشتريه بمبلغ ضخم، ويرفض الشيخ معتصم ساكن سطوح البيت أن يتقاضى المال ليترك البيت. تسوء الأحوال، فيموت الشيخ معتصم، ويختفي رياض، وتعثر سما على فريد يتدلى مشنوقاً، وبيده كتاب، تأخذه، وتبدأ مطالعته لتجد صوت فريد يقول لها أنه معها لكسر أعدائها.

## صناع العمل يتكلمون
قالت الفنانة بسمة  في تصريح خاص لموقع «بوابة أخبار اليوم» عن أن التجربة جديدة من نوعها ومختلفة لأنها أول مرة تعمل في هذا النوع من أفلام الرعب... والشخصية مكتوبة بطريقة مستوحاة من الأفكار المتوارثة في المجتمع المصري لذلك يعطي خصوصية وتميز للفيلم... أننا لا نقلد الأفلام الأمريكية بخصوصية مجتمعه، وتحدثت عن كواليس أصعب مشهد لها ضمن أحداث الفيلم قائلة: «مشهد المدافن، الدنيا كانت ضلمة جدًا والقبر شكله مُخيف، ومن خلاله شاهدت نهاية كل شيء».
قال المنتج الفني هانى حليم: «إن الفيلم يحقق إيرادات كبيرة بالنسبة لتوقيت عرضه في ظل أزمة كورونا..  الفيلم ينافس على إيرادات الشباك بقوة وهذا في حد ذاته يعد نجاح كبير للعمل والصناعة».
قال المنتج شادي صبره، أنه ينظر إلى العمل بنظرة مستقبلية ألا وهي عندما يتم رفع هذا العمل من دور العرض السينمائي ويتوفر على أحد المواقع الإلكترونية وكذلك موقع الفيديوهات الشهير اليوتيوب وغيرها فذلك يعمل على تسهيل دخوله إلى جميع المنازل بسهولة ويسر.
قالت داليا مصطفى أنها ترغب دائماً أن تذهب إلى الاتجاه الذي لا يتوقعه المشاهد... يتطلب ذلك تغيير كبير في شكلها لتتناسب مع طبيعة الشخصية.
أوضح أحمد عثمان مؤلف الفيلم عن أصعب مشهد كتبه في العمل، قائلًا: «مشهد المقابر... لم احضر التصوير عن عمد، الله يكون في عون المخرج والممثلين».
كشف الفنان إيهاب فهمي، عن المقصود باسم فيلم «قبل الأربعين»، قائلًا: «المقصود به الأربعين قبل الموت، وهو طقس فرعوني موروث عند المصريين».

## استقبال الفيلم
حقق الفيلم فترة 20 اسبوع في دور العرض المصرية مبلغ 2.244.138 جنيه مصري.
كتبت أريج جمال على موقع الإندبندنت العربية: «يمكن اعتبار فيلم» قبل الأربعين«نموذجاً مثالياً، على التخبط الواضح في رؤية الرعب كنوع، وعلى انكشاف هذا التخبط في حالة انخفاض التكلفة الإنتاجية... طوال الفيلم تبدو الأم في حالة وسطى بين» الملبوسة«والغائبة في عوالم السحر، تقرأ التعاويذ أو الطلاسم، وينقل لنا المخرج معتز حسام هذه الأجواء، من دون حوار تقريباً، عبر التصوير البطيء، وبتأثير لوني معين، محاولاً تثبيت حالة»قوطية «، تشبه القصص المصورة، أو الكليبات. تتعاون الموسيقى لمحمد مدحت، مع الأداء الحركي المتخشب لداليا مصطفى في ترجمة مأزق الأم، العالقة في عوالم بعيدة جداً عن ابنها المراهق».
كتبت ياسمين باشات على موقع السينما.كوم: «لم تقتصر أزمته على الإنتاج الضعيف أو الفقر الدرامي فقط بينما جميع مقومات العمل المطلوبة لمثل هذه الأعمال من بدايته وحتى النهاية لم تكن موفقة».
منح موقع قاعدة بيانات السينما العربية «السينما.كوم» الفيلم درجة 5.7/ 10.
منح 10 من مستخدمي موقع قاعدة البيانات على الإنترنت imdb متوسطًا مرجحًا للتصويت 3.7 / 10.

## روابط خارجية
- مقالات تستعمل روابط فنية بلا صلة مع ويكي بيانات